# Lygodactylus williamsi
Lygodactylus williamsi es una especie de gecko del género Lygodactylus, familia Gekkonidae. Fue descrita científicamente por Loveridge en 1952.
Se distribuye por Tanzania. L. williamsi solo se encuentra en 8 km² (3,1 millas cuadradas) del bosque de Kimboza, la reserva forestal de Ruvu, Mbagalala y Muhalama, a una altitud de 170 a 480 metros (560 a 1570 pies). Estos están ubicados en las estribaciones de las montañas Uluguru, en el este de Tanzania.

## Hábitat
Vive exclusivamente en árboles grandes, aquellos con hojas de más de 1 metro (3,3 pies) de largo. Una corona de una sola hoja normalmente albergará un solo individuo, o un macho adulto, una hembra adulta y juveniles. Come pequeños insectos y bebe agua de las hojas.

## Apariencia
Los machos de L. williamsi son de color azul brillante con rayas negras gruesas en la garganta, poros preanales visibles y protuberancias en el hemipene. Las hembras varían de marrón o bronce a verde brillante y tienen poco o nada de negro en la garganta. Las hembras se pueden confundir fácilmente con machos juveniles o socialmente reprimidos que también son verdes, a veces con un tinte azulado. La parte inferior de ambos sexos es naranja. Los colores de los individuos varían según el estado de ánimo y la temperatura. Los machos pueden variar de negro o gris a azul eléctrico brillante. Las hembras pueden variar de marrón oscuro a verde brillante con reflejos turquesa. La longitud del hocico del adulto es de 5 a 8 centímetros (2,0 a 3,1 pulgadas).

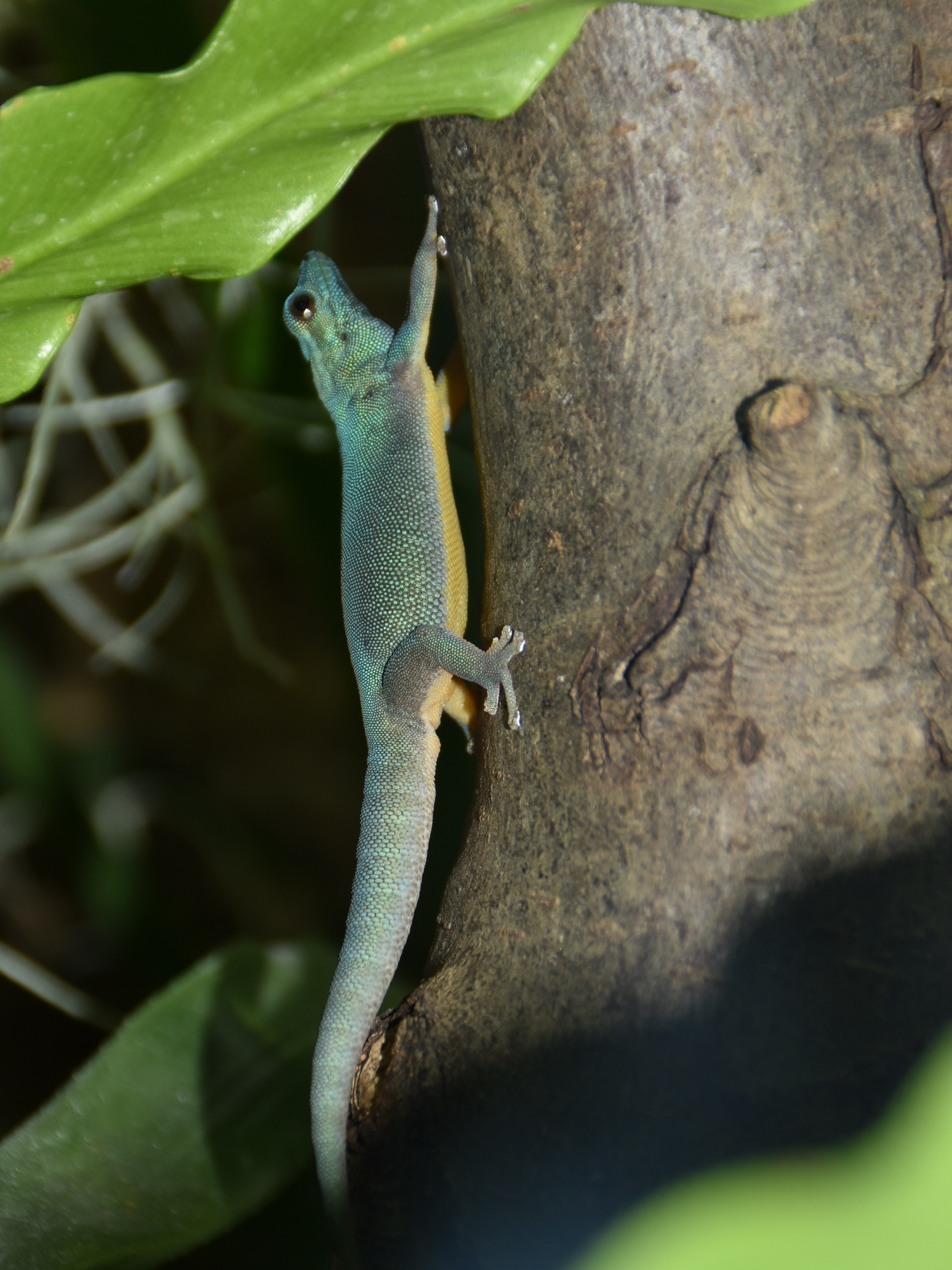
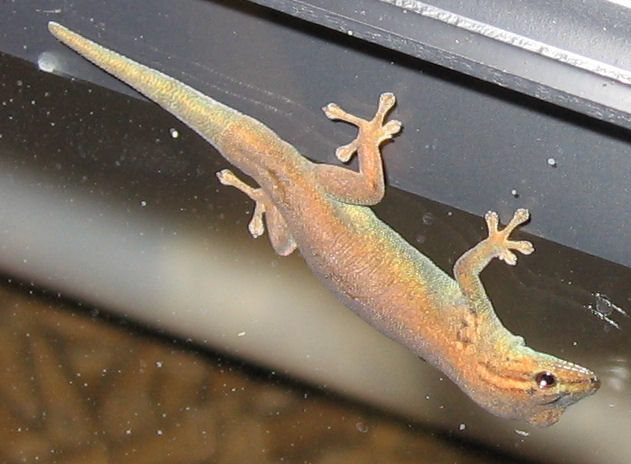
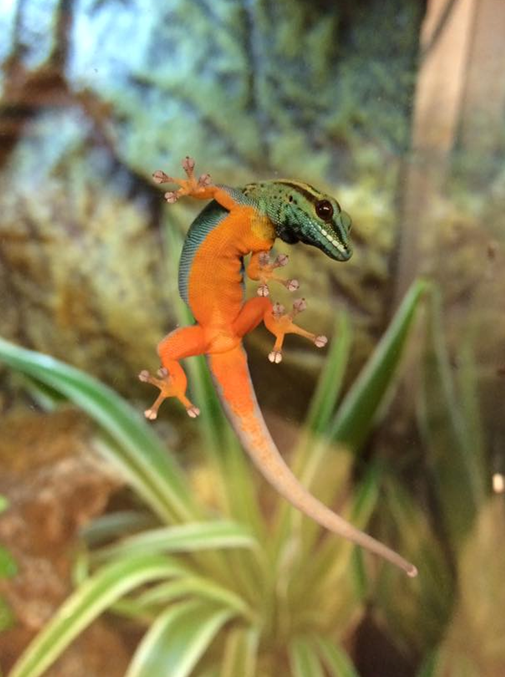
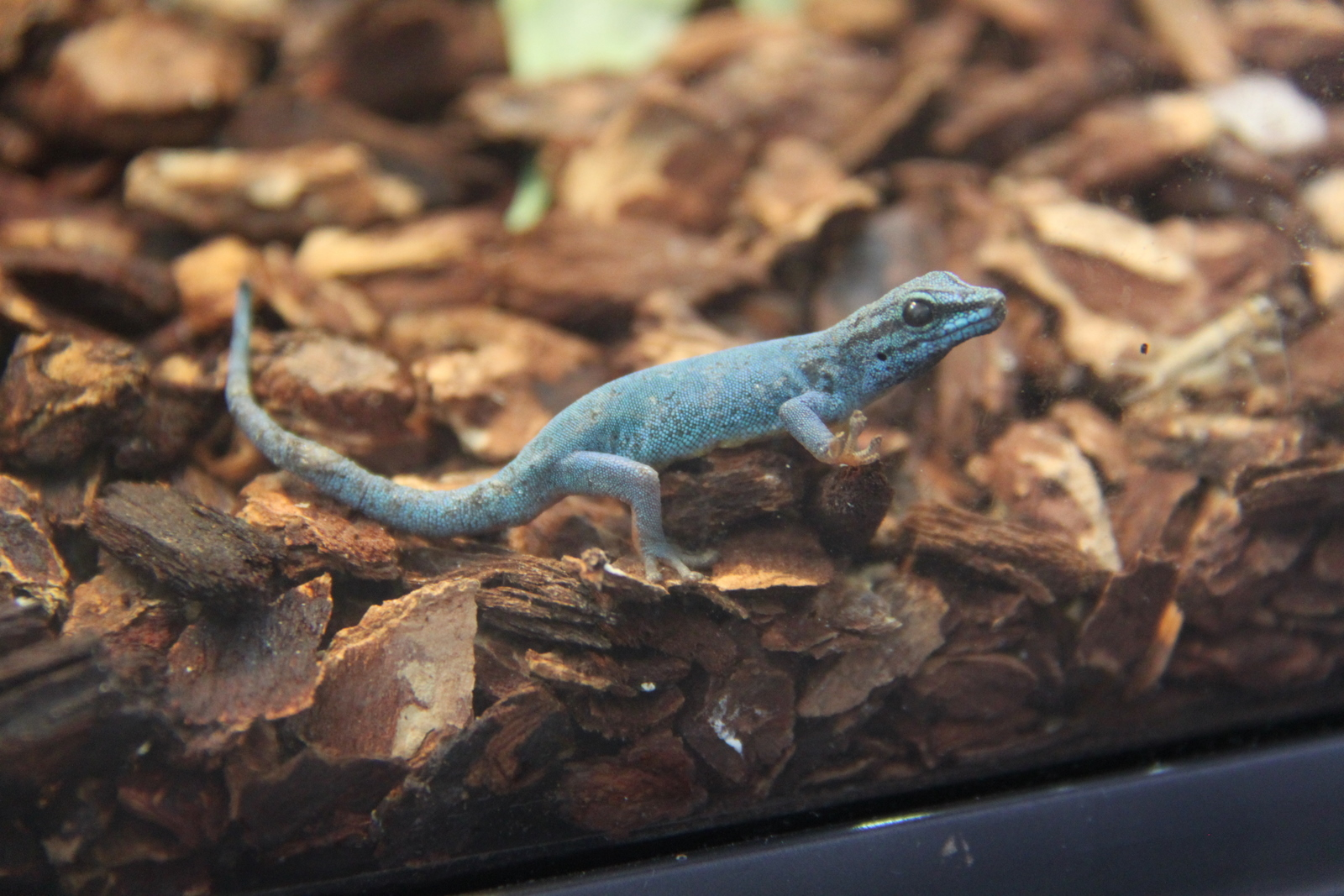